# Supraphorura furcifera
Genre
Espèce
Synonymes
- Aphorura furcifera Börner, 1901

Supraphorura furcifera, unique représentant du genre Supraphorura, est une espèce de collemboles de la famille des Onychiuridae.

## Distribution
Cette espèce se rencontre en zone paléarctique.

## Publications originales
- Börner, 1901 : Voläufige Mitteilung über einige neue Aphorurinen und zur Systematik der Collembola. Zoologischer Anzeiger, vol. 24, no 633, p. 1-15 (texte original).
- Stach, 1954 : The Apterygotan fauna of Poland in relation to the world-fauna of this group of insects, Family: Onchyiuridae. Polska Akademia Nauk, Instytut Zoologiczny, p. 1-219.